# Yaya Bey
Yaya Bey, de son vrai nom Hadaiyah Bey, est une chanteuse, autrice-compositrice américaine de groove et R'n'B originaire de Brooklyn,, née au début des années 1990.

## Histoire
Elle est engagée pour le droit des femmes et des afro-américains.
Elle sort un premier album en 2016, The Many Alter-Egos of Trill’eta Brown comprennant dix morceaux, un livre ainsi qu’un collage digital. Elle sera inspirée par les travaux de l'autrice féministe Audre Lorde.
Trois ans plus tards, elle sort son deuxième album, This Too... L'année suivante, elle sort un troisième album, Madison Tapes.
Elle sortira rapidement un premier EP, intitulé The Things I Can't Take With Me avec l'aide du label britannique Big Dada,,.
Elle lance son quatrième album le 16 juin 2022, Remember the north star. L'album a reçu le prix de la « Meilleure nouvelle musique » de Pitchfork lors de sa sortie. Cet album, autobiographique, témoigne des conditions des femmes noires et de la mysogynie à leur égard, sur fond de hip-hop, R&B et reggae.
Son cinquième album, Ten Fold, sortira en France le 10 mai 2024.

## Vie personnelle
Bey est la fille de l'artiste hip hop Grand Daddy IU (en), de son vrai nom Ayub Beyun rappeur américain aujourd'hui décédé, membre du groupe de hip-hop Juice Crew dans les années 80.

## Discographie

### Albums studio
- The Many Alter-Egos of Trill'eta Brown (2016, Elevated)
- This Too... (2019, Elevated)
- Madison Tapes (2020, Elevated)
- Remember Your North Star (2022, Big Dada)
- Ten Fold (en) (2024, Big Dada)

### EPs
- The Things I Can't Take with Me (2021, Big Dada)
- Exodus the North Star (2023, Big Dada)